# Bono-dong
Bono-dong (koreanska: 본오동) är en stadsdel i staden Ansan i provinsen Gyeonggi i den nordvästra delen av Sydkorea,  30 km söder om huvudstaden Seoul. Den ligger i stadsdistriktet Sangnok-gu.

## Indelning
Administrativt är Bono-dong indelat i:
| Namn    | Namn             | Yta km² | Invånare 31 dec 2020 |
| ------- | ---------------- | ------- | -------------------- |
| 본오1동 | Bono 1(il)-dong  | 6,49    | 39 392               |
| 본오2동 | Bono 2(i)-dong   | 0,82    | 27 543               |
| 본오3동 | Bono 3(sam)-dong | 1,10    | 21 156               |